# Karl Kautsky
Karl Johann Kautsky, född 18 oktober 1854 i Prag, död 17 oktober 1938 i Amsterdam, var en socialdemokrat och ekonom.
Kautsky grundade 1883 tidskriften Neue Zeit, som hade till uppgift att vara hela det Tyska socialdemokratiska partiets vetenskapliga organ och som sedermera kom att särskilt representera den marxistiska riktningen i partiet. Kautsky avföll dock – tillsammans med Eduard Bernstein – från den marxistiska grunden då majoriteten bland socialdemokratins ledare i samband med första världskriget tog ställning för nationalstaten och mot revolution, som ersattes med en reformistisk politisk strategi för vägen till socialismen.

## Skrifter, ställningstaganden och revisionism
Bland Kautskys främsta arbeten märks Marx’ ökonomische Lehren (1887), Erfurtprogrammet (Das Erfurter Programm) (1892), en teoretiskt belysande utläggning av det program, som Tysklands socialdemokratiska parti antog vid kongressen i Erfurt 1891 och vartill Kautsky själv utarbetat förslaget, Die Agrarfrage (1899), ett försvar av Marx teori om koncentrationsprocessen inom jordbruket, och Bernstein und die sozialdemokratische Partei (1899), ett inlägg i den energiska och uppseendeväckande strid, som Kautsky i Neue Zeit och på partidagar fört mot Bernstein och den reformistiska nymarxismen.
Kautsky tog till sin uppgift att försvara de teorier, som utgör grundvalarna för den marxistiska lärobyggnaden, men på samma gång gav han dock en något mildrad framställning av den materialistiska historieuppfattningen och tolkade utarmningsteorin så, att det härvidlag inte är fråga om en absolut, utan en relativ utarmning, ej ett fysiskt, utan ett socialt elände. Kautsky betraktar inte fackföreningsrörelsen som något effektivt medel för en varaktig stegring av hela arbetarklassens ekonomiska ställning, utan främst som ett medel att moraliskt höja arbetarklassen (till stridslust och stridsduglighet). I fråga om socialdemokratins politisk-parlamentariska uppträdande hävdade Kautsky den parlamentariska ståndpunkten, men med sträng partiexklusivitet. I befolkningsfrågan omfattades Kautsky av Malthus lära och anslöt sig till nymalthusianismen. Utom hans ovannämnda arbeten kan nämnas Die soziale Revolution (1902), Die Sozialdemokratie und die katholische Kirche (1902) och Die historische Leistungen von Karl Marx (1908).

## Stöd till första världskriget
Den tyska socialdemokratiska riksdagsgruppen hade röstat för krigskrediterna 1914, vilket förskräckte den ryska socialdemokratiska bolsjeviken Alexandra Kollontaj som befann sig i Tyskland vid tillfället. Hon sökte upp Kautsky och mötte honom i tyska riksdagshusets korridorer, ”gammal och förvirrad”. Hans båda söner hade just inkallats och han förklarade för den ryska partivännen att ”I så dåliga tider måste var och en kunna bära sitt kors”; ”Vi ska visa att även socialister kan dö för fosterlandet!”
Lenin hade länge varnat för Kautsky och menade att han var ”en maskerad fiende, diplomatiskt uppsnyggad, som fördunklar arbetarnas ögon, förslöar deras fattningsförmåga och avtrubbar deras samvete.”
Kautsky å sin sida hävdade efter kriget att "bolsjevikerna under Lenins ledarskap lyckades ta kontrollen över Petrograds och senare Moskvas väpnade trupper, och lade sålunda grunden till en ny diktatur istället för den gamla tsaristiska diktaturen."